# Уолба
Уолба (якут. Уолба) — село в Таттинському улусі Республіки Саха (Якутія). Центр Уолбинського наслегу.

## Відомі люди
- Боппосов Михайло — скульптор, що відомий своїми скульптурами з гною, найвідоміша з яких «Півень з гною».